# Олійник Андрій Вікторович
Андрі́й Ві́кторович Олі́йник — старшина Збройних сил України, учасник російсько-української війни.

## Бойовий шлях
Фахівець Центру розмінування Збройних сил України, Кам'янець-Подільський. У складі мобільного загону здійснював розмінування в зоні бойових дій. Старший інструктор, група знищення вибухонебезпечних предметів, протягом 20 травня — 26 червня та 28 липня — 1 вересня 2014 року перебував на сході України. З 11 серпня 2014-го в складі групи розмінування та загородження виконував завдання біля Степанівки та Савур-Могили. Групою було виявлено та знешкоджено 478 вибухових набоїв. Виходячи з оточення під обстрілом, що вели терористичні сили з РСЗВ БМ-21 «Град», зазнав вогнепального осколкового поранення тканин обох гомілок і струсу головного мозку. Будучи пораненим, продовжував виконувати завдання.
Станом на лютий 2017-го з дружиною Катериною та донькою Софією проживають у місті Кам'янець-Подільський.

## Нагороди
За особисту мужність і героїзм, виявлені у захисті державного суверенітету та територіальної цілісності України, вірність військовій присязі під час російсько-української війни, відзначений — нагороджений
- 27 червня 2015 року — орденом «За мужність» III ступеня.